# 外太空殺人小丑
《外太空殺人小丑》（英語：Killer Klowns from Outer Space）是一部1988年美國科幻恐怖喜劇片，由齊奧多兄弟執導、編劇、製片和負責特效及化妝，主演包括葛蘭·克萊默、蘇珊·史奈德、約翰·艾倫·尼爾森、羅耶·達諾和約翰·維儂。講述來自未知地區的邪惡外星人氏族入侵地球的一座小鎮，擁有馬戲團小丑相仿外貌的他們開始獵殺人類為食。電影為齊奧多兄弟的首部長片執導作，此前他們致力於其他電影幕後特效部門的工作。
故事靈感來自齊奧多兄弟將夜間駕駛碰上小丑襲擊的構想結合外星人，並在完成劇本後找上跨世界娛樂合作開發。電影預算約180萬至200萬美元，主要在加利福尼亚州沃森维尔和聖塔克魯茲市海灘浮橋拍攝。《外太空殺人小丑》以實體特效、作曲家約翰·馬薩里和迪克斯樂團的音樂而聞名。1988年5月27日在美國上映後收穫好評居多的口碑，並受到粉絲推崇成邪典電影。導演一心開發續集計畫，但一波三折，處於難產狀態，且一度傳出拍成改編電視劇。

## 劇情
美國新月灣（Crescent Cove）鎮郊區，麥克·陶貝可和女友黛比·史東與其他情侶在情侶車道逗留，直到他們發現一枚發光的物體墜落到地球上。附近的農民金恩·葛林認為是哈雷彗星，帶狗冒險進入樹林尋找撞擊地點。他偶然發現一座大型馬戲團帳篷外觀的建築，最後金恩和狗都被神秘的小丑造型外星人「殺人小丑」（Klowns）捕獲。麥克和黛比也前來調查，進入建築後發現內部空間錯綜複雜，有電梯和奇怪的房間。他們在某間房間中發現棉花糖的繭，且繭中裝有死去的人類；突然一名殺人小丑發現兩人，並用爆米花槍朝他們射擊，接著透過一隻活氣球狗的幫助下與同夥追逐兩人。
麥克和黛比逃過一劫，並向黛比的前男友副警長戴夫·漢森及脾氣暴躁的搭檔副警長柯蒂斯·穆尼報告了這件事。麥克和戴夫回到樹林裡，卻發現帳篷已經消失，只留下一個大坑。他們前往情侶車道，卻發現所有汽車都被遺棄並被繭的物質覆蓋。與此同時，小丑們入侵城鎮開始捕食人類；他們透過表演惡作劇和模擬馬戲團表演的方式，引誘人們放下戒心，再趁機利用射線槍將人類變成繭。麥克和戴夫目睹了小丑使用手指皮影戲縮小一群人，然後將他們倒入裝滿爆米花的袋子裡，這些爆米花便是幼蟲形態的小丑。
一名殺人小丑拜訪在警局留守的穆尼，被對方認定為惡作劇的小孩而逮捕他。戴夫回來後，發現警局已被洗劫一空，小丑利用已故的穆尼當成腹語術人偶來威脅他。戴夫朝小丑的鼻子開槍，導致對方原地瘋狂旋轉並爆炸。麥克在街上遇見了開著冰淇淋車的朋友泰倫茲兄弟，說服他們協助警告居民關於小丑的事。在黛比家，她受到已孵化成幼體的小丑襲擊，試圖逃跑時遭殺人小丑們攔截並被困在一個巨大的氣球中。麥克、戴夫和泰倫茲兄弟為了救回黛比而前往當地的遊樂園，發現小丑已在此處停放了大型帳篷。當一行人進去建築中後不久，泰倫茲兄弟走散。戴夫和麥克目睹了一名小丑用一根瘋狂吸管飲用糊化市民的血液後，兩人救出了黛比並逃進了一處佈滿陷阱的迷宮，小丑跟隨他們。
三人被大批小丑包圍，泰倫茲兄弟開著冰淇淋車到達並使用擴音器來分散小丑們的注意力。此時，一名巨大的小丑木偶「丑吉拉喬喬」（與泰倫茲兄弟的冰淇淋品牌同名）現身摧毀了冰淇淋車，兄弟倆疑似死去。戴夫分散了對方的注意力，麥克和黛比逃至外頭。隨著身為一艘巨大宇宙飛船的帳篷開始旋轉到空中，戴夫用徽章刺穿喬喬的鼻子，導致對方原地爆炸並摧毀了飛船。一輛小汽車從天而降，倖存的戴夫和泰倫茲兄弟冒出來，原來兄弟倆在冰淇淋車爆炸前躲在冰櫃中逃過一劫。當這群人看著飛船被毀所產生的煙火時，派從天而降，砸在了他們的臉上。

## 演員
- 葛蘭·克萊默（英语：Grant Cramer）飾演麥克·陶貝可（Mike Tobacco）[6]
- 蘇珊·史奈德（英语：Suzanne Snyder）飾演黛比·史東（Debbie Stone）[7]
- 約翰·艾倫·尼爾森（英语：John Allen Nelson）飾演副警長戴夫·漢森（Deputy Dave Hanson）[7]
- 羅耶·達諾（英语：Royal Dano）飾演農民金恩·葛林（Farmer Gene Green）[7]
- 約翰·維儂（英语：John Vernon）飾演副警長柯蒂斯·穆尼（Deputy Curtis Mooney）[7]
- 麥可·S·席格（Michael S. Siegel）飾演瑞奇·泰倫茲（Rich Terenzi）[8]
- 彼得·利卡西（Peter Licassi）飾演保羅·泰倫茲（Paul Terenzi）[8]
- 查爾斯·齊奧多飾演丑吉拉喬喬（Jojo the Klownzilla）[7]
- 克里斯多福·提圖斯飾演巴布·麥里德（Bob McReed）[8]
- 克萊兒·巴特爾（Claire Bartle）飾演餐廳的小女孩[9]

## 製作

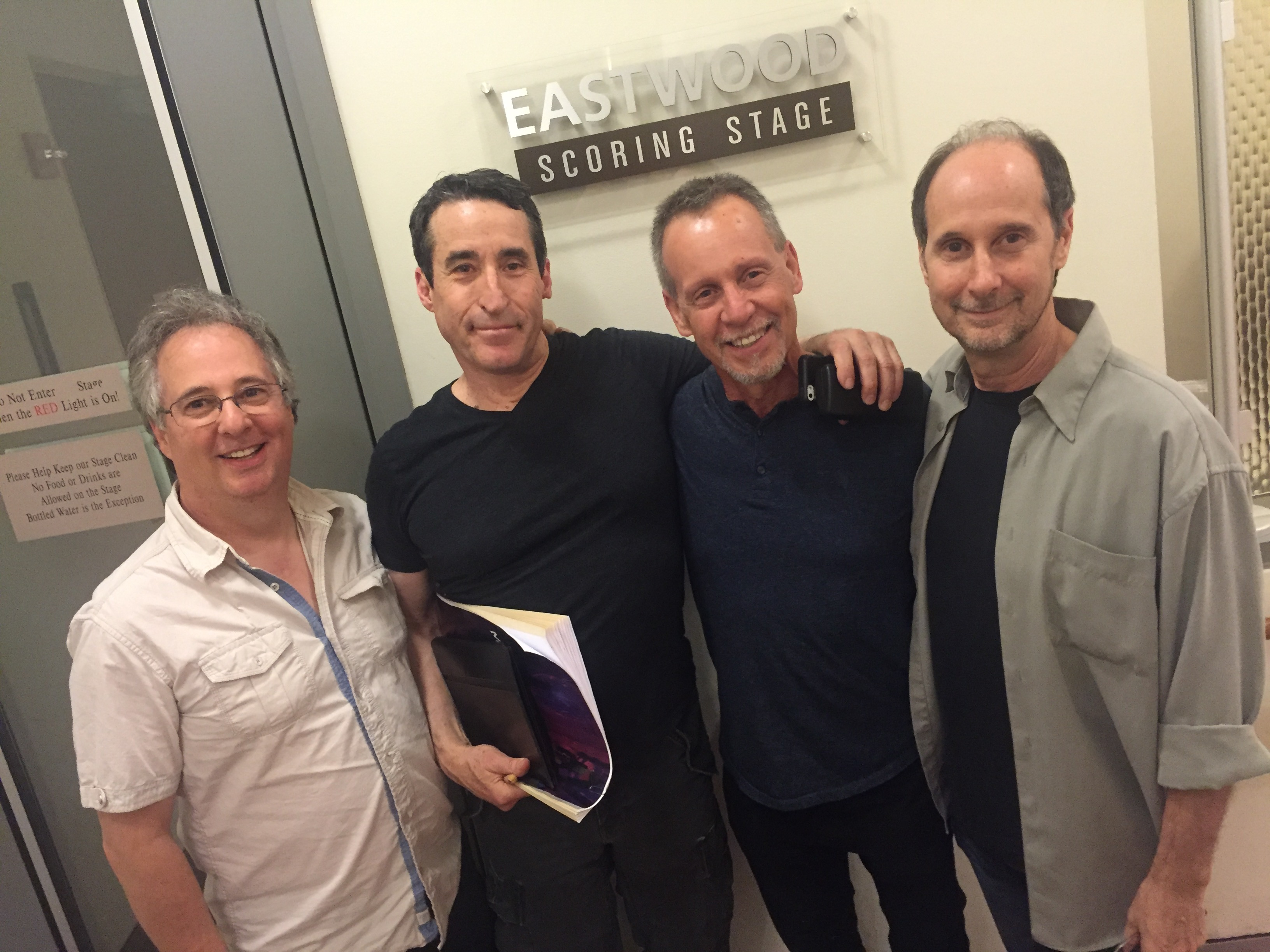
兄弟檔導演和作曲家約翰·馬薩里。從左至右依序：愛德華·齊奧多、馬薩里、查爾斯·齊奧多和史蒂芬·齊奧多

《外太空殺人小丑》由齊奧多兄弟主創，身兼導演、編劇、製片和負責特效及化妝多職，同時也是他們執導的首部長片。齊奧多兄弟長期在多部電影的幕後特效部門工作，在製作過幾部短片後，他們有意執導長片。故事靈感啟發自齊奧多兄弟中的史蒂芬，提出概念：在夜間獨自駕駛並受到壞小丑的威脅，「我想像自己在一條偏僻的山路上行駛，有人從左側與我擦身而過，轉身一看，原來是個小丑。」當他把想法告訴兄弟時，查爾斯想出了關鍵的轉折點：「如果小丑真的是外星人怎麼辦？如果對方不是開著車而是懸浮在地面上呢？」他們將此編寫成劇本，並在當中增添了家鄉朋友的人名和個性。透過一位朋友的引薦，齊奧多兄弟將電影點子推薦給跨世界娛樂，對方在經歷一次會議後就決定投資。兄弟們為電影籌集約180萬至200萬美元的預算，但絕大多數的錢都花在製作電影的技術上；透過兄弟們在業界的人脈，幾名特效師願意便宜提供協助，包括屢獲殊榮的接景畫師馬克·蘇利文（Mark Sullivan）和《星際大戰》的煙火特效師喬·維斯科索（Joe Viscoso）。電影原名僅《殺人小丑》（Killer Klowns），但片方防止觀眾認為是部砍杀电影而在標題上添加了「外太空」（from Outer Space）。
葛蘭·克萊默與蘇珊·史奈德在片中飾演一對情侶，與約翰·艾倫·尼爾森飾演的角色疑似上演「三角戀」糾葛，但扮演「青少年」角色三名演員當時已超過30多歲。老牌演員約翰·維儂飾演一名憤世嫉俗、脾氣暴躁的警官，就像在《動物屋》的角色一樣討厭著所有人，並不信任主角群。克里斯多福·提圖斯在片中飾演一名戲份不多的年輕人，成為演員的首名電影角色。喜劇演員史皮·沙利斯在兒童節目《與史皮·沙利斯共進午餐》上以被派砸臉成名，齊奧多兄弟希望讓沙利斯扮演被小丑腐蝕派殺死的保全。然而，執行製片人認為沒什麼觀眾知曉這號人物，不想撥資金來支付沙利斯的機票錢。「丑吉拉喬喬」（Jojo the Klownzilla）是在電影接近尾聲登場的巨大小丑，原本劇組打算以定格動畫呈現，但最後決定讓查爾斯·齊奧多親自穿上橡膠裝扮演。原版結局中，副警長戴夫（Deputy Dave）死於小丑飛船的爆炸，但參加試映的觀眾想要更樂觀的結局，讓導演對其更改，拍了第二版結局。

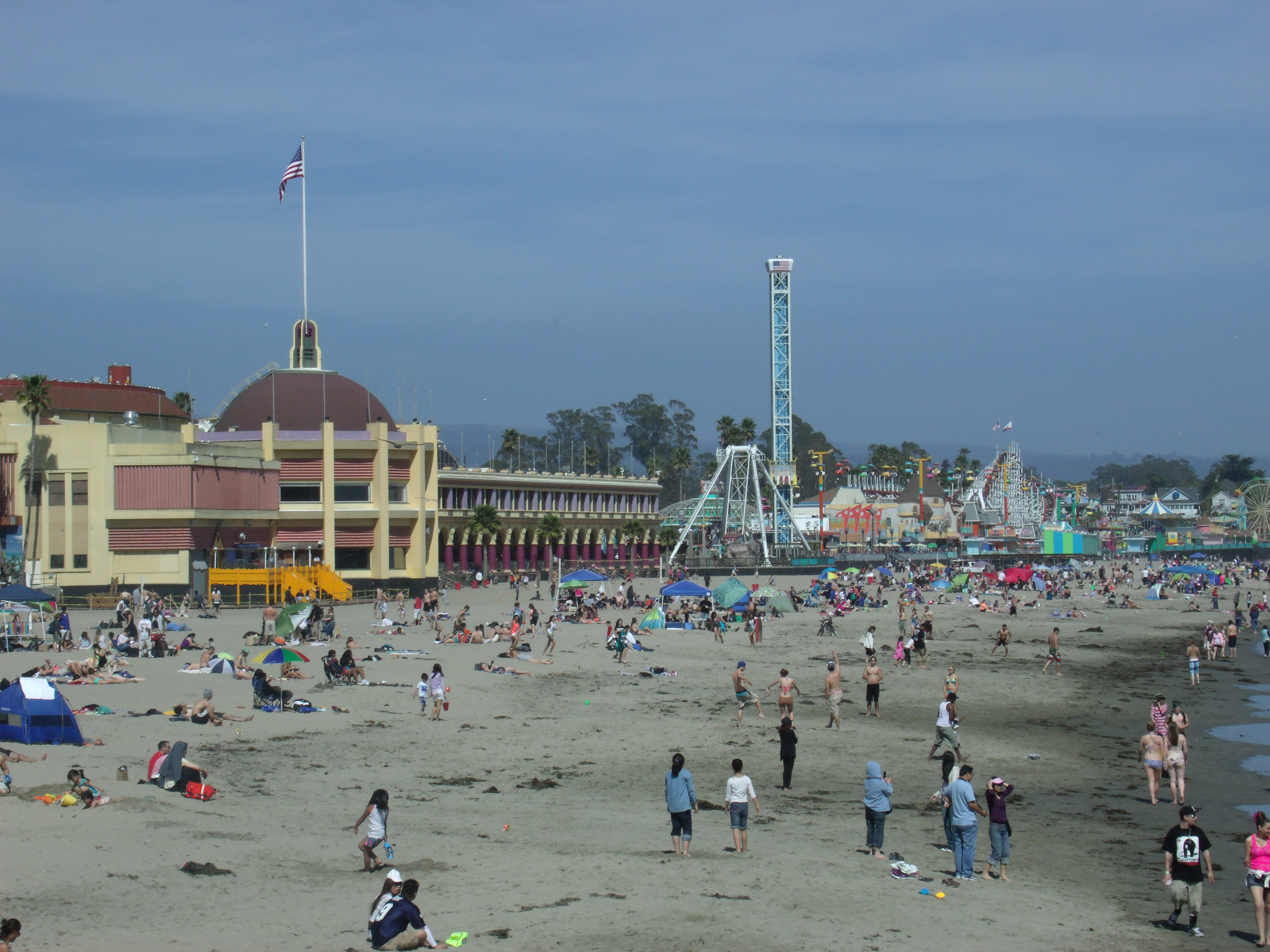
電影取景地聖塔克魯茲市海灘浮橋是美國僅存的海濱遊樂園

主要拍攝於1987年4月20日開始，地點主要取自加利福尼亚州沃森维尔和聖塔克魯茲市海灘浮橋，其中聖塔克魯茲市海灘浮橋用於第三幕的遊樂園，為美國僅存的海濱遊樂園。片中絕大多數使用的車輛都是租借而來，不允許損壞。拍攝過程中，兩輛車發生意外：一輛本想向前移動一段距離，但最後卻過頭而駛入橋下；第二輛是裝滿織帶（示意成佈滿棉花糖的樣子）的吉普車，織帶中的溶劑損壞了車內，需要三千美元的維修費。雖然齊奧多兄弟以特效師聞名，但許多特效工作由其他特效師完成，好讓三兄弟能更專注於導演職責。其中，三兄弟貢獻了丑吉拉橋段的微縮模型。片中有一幕是小丑捏了一隻富有生命的氣球狗，特效部門為小丑氣球狗的腿塗上了乳膠，防止氣球在接觸地面時被松針刺破。此外，小丑使用的爆米花槍透過壓縮機，得以讓武器如實噴射爆米花；爆米花槍花了六週打造，成本達七千美元，成為製作中最昂貴的道具。片中有一名小丑懸浮在地面追上一輛車；為了實現此橋段，一名身著殺手小丑服裝的特技演員坐在與汽車物理連接的機械裝置上，並藉由手腕上的控制器使特技演員得以前後移動。除了特技演員的工作，該橋段還用上了兩顆用定格動畫實現的鏡頭。
劇組為主要小丑製作了四種頭部模具，分別是圓形、三角形、倒三角形和花生形。特效師再從這四種模具分別設計成兩名小丑角色。丑吉拉則具有專屬的模具。透過內置的機械控制電纜系統，能使面具在改變他們在鏡頭前的面部表情。兩副小丑面具後來在1991年電影《妖魔大鬧萬聖節》中被再利用並重新設計成山怪巨魔的面具。

## 音樂

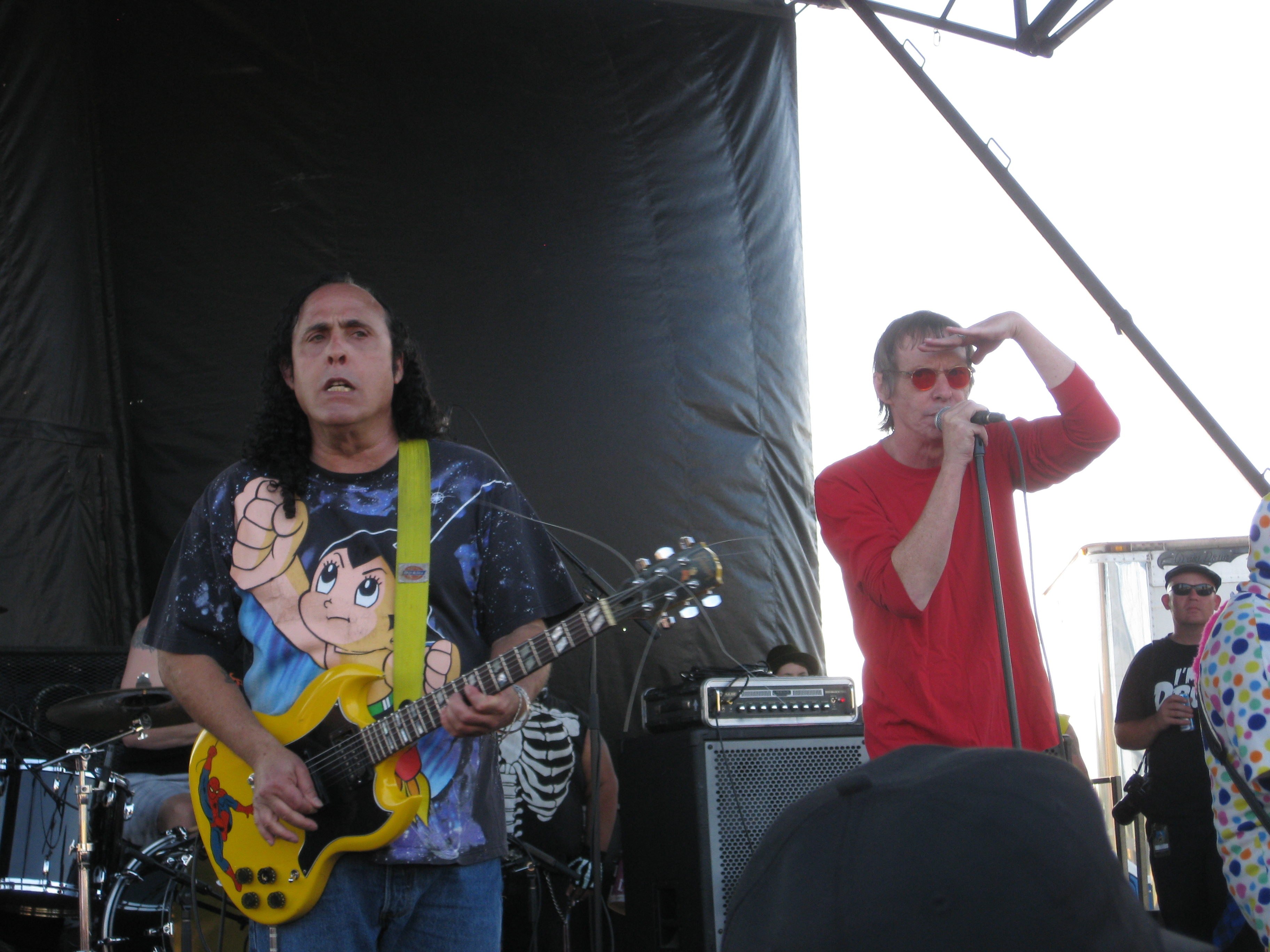
迪克斯樂團樂團

電影配樂由約翰·馬薩里作曲。朋克搖滾樂團迪克斯作曲並演唱了主打歌〈殺人小丑〉（Killer Klowns），該歌收錄於1988年電影同名專輯中。2006年，感知唱片公司（Percepto Records）發行限量版完整原聲帶，收錄了20首歌曲、六首歌譜、〈殺人小丑〉，以及四首附贈曲目，總時長超過69分鐘。
2008年6月10日米高梅唱片公司發行數位版，收錄21首曲目。瓦雷茲·薩拉班德公司2018年5月25日發售重新編構版原聲帶，同樣收錄21首曲目。
| 2006年版 | 2006年版                   | 2006年版     | 2006年版 |
| 曲序     | 曲目                       | 演唱／演奏者 | 时长     |
| -------- | -------------------------- | ------------ | -------- |
| 1.       | 殺人小丑（Killer Klowns）               | 迪克斯       | 4:39     |
| 2.       | 隱藏的小丑飛船（Hidden Klownship）         |              | 2:58     |
| 3.       | 麥克和黛比的發現（Mike & Debbie's Discover）       |              | 6:55     |
| 4.       | 逃離小丑飛船（Escape From Klown Ship）           |              | 2:21     |
| 5.       | 殺人小丑進軍（Killer Klown March）           |              | 0:46     |
| 6.       | 拜訪藥店（Visit To The Drugstore）               |              | 0:52     |
| 7.       | 銀河環球劇院（Galactic Globe Theater）           |              | 1:26     |
| 8.       | 空森林（The Empty Forest）                 |              | 1:06     |
| 9.       | 別對我的街區下手（Knock My Block Off）       |              | 0:38     |
| 10.      | 小丑引誘小女孩（Little Girl Too Klose）         |              | 1:03     |
| 11.      | 世界之巔（Top Of The World）               |              | 2:01     |
| 12.      | 肌肉小丑卡爾（Muscle Klown Kar）           |              | 1:08     |
| 13.      | 成長中的小小丑（Growing Korn）         |              | 2:06     |
| 14.      | 皮影戲（Shadow Show）                 |              | 1:57     |
| 15.      | 穆尼警官（Officer Mooney）               |              | 3:14     |
| 16.      | 戴夫和後果（Dave And The Aftermath）             |              | 2:23     |
| 17.      | 腹語術穆尼（Ventriloquist Mooney）             |              | 1:47     |
| 18.      | 不可避免 上（The Inevitable Part 1）            |              | 1:27     |
| 19.      | 不可避免 下（The Inevitable Part 2）            |              | 1:57     |
| 20.      | 黛比遭捕（Debbie's Been Kaught）               |              | 1:21     |
| 21.      | 遊樂園／死亡派（Amusement Park / Death Pies）         |              | 2:16     |
| 22.      | 歡樂屋 上（The Fun House Part 1）              |              | 2:37     |
| 23.      | 歡樂屋 下（The Fun House Part 2）              |              | 4:29     |
| 24.      | 逃入小丑大堂（Escape Into Klown Kathedral）           |              | 3:22     |
| 25.      | 小丑對峙（Klownfrontation）               |              | 1:03     |
| 26.      | 卡車逃生和丑吉拉（Truck Escape And Klownzilla）       |              | 2:00     |
| 27.      | 最後的對決與重逢（Final Konfrontation & Reunion）       |              | 4:14     |
| 28.      | 小丑綁架－備用版（Klowns Kidnap - Alternate）       |              | 1:23     |
| 29.      | 銀河環球劇場（完整版）（Galactic Globe Theater (Full Version)） |              | 1:27     |
| 30.      | 小丑遊行混音版（Klown Procession Remix）         |              | 1:14     |
| 31.      | 殺人小丑進軍混音版（Killer Klowns March Remix）     |              | 3:09     |
| 总时长： | 总时长：                   | 总时长：     | 69:19    |

## 發行
《外太空殺人小丑》1988年5月27日在美國院線上映。映像娛樂負責發行LaserDisc。二十世紀福斯家庭娛樂在2001年7月17日發售VHS，米高梅家庭娛樂則在8月28日推出DVD，成為「夜半電影」系列的項目。2013年5月25日，電影在德克薩斯州休士頓復古公園（Vintage Park）的阿拉莫庫房戲院放映35毫米，隔年6月20日在紐約州揚克斯的阿拉莫庫房戲院放映同格式。
米高梅在2012年9月11日發售藍光。二十世紀福斯則分別在2014年10月21日和2017年9月12日推出萬聖節版藍光。2017年4月18日米高梅推出沃爾瑪獨家版藍光，內含四張蒙多海報卡。2018年4月24日，箭頭影業發售特別版藍光。除了新的數位修復外，影碟還附有採訪、紀錄片長片、小丑試鏡、花絮、刪減片段、帶有原版院線海報的雙面海報，以及莎拉·達克（Sara Deck）繪製的藝術封面。此特別版同時配合Funko人偶的銷售而發行獨家版。

## 反響
《外太空殺人小丑》在影評界整體褒貶不一，但仍以正面評價居多。評論匯總網站爛番茄根據24條評論，該片新鮮度75%，均分6.20／10；該網站共識：「整體而言，《外太空殺人小丑》片如其名，確實做到了黑暗愚蠢樂趣。」在Metacritic上根據4條評論而獲得43分，代表「好壞參雜的評價」。《洛杉磯時報》的萊納德·克拉迪（Leonard Klady）在評論中寫道：「表現出高於平均水準的本領技能和大份量的想像力。」知名影評人萊納德·馬爾汀起初稱電影為不及格的「十流貨色」，但幾年後重新審視，改從滿分四星中給出兩星半的好評；評論：「按部就班但鮮明的設計、厚顏無恥的幽默……觸及所有『馬戲團』的邊角，對梗概充分地發揮。」IGN網站的西恩·卡爾森（Sean Carlson）將本片評為七分（滿分十分），認為劇本一般，迪克斯樂團的音樂和齊奧多兄弟的才華為電影加了不少分。
《影音俱樂部》雜誌的查爾斯·布拉梅斯科（Charles Bramesco）給予推薦，並寫道：「電影雖顯荒謬，但製作團隊全心全意投入其中，不得不敬重。」。音樂電視網的查爾斯·韋伯（Charles Webb）指出表演「有點粗糙」，認為電影雖然是恐怖片但並不可怕，反之樂趣十足，整體成功歸因於齊奧多兄弟的創意。Den of Geek網站的曼蒂·諾維茲（Mandi Nowitz）稱：「高於整體水準的經典，必看、令人讚嘆的爛俗電影。」《Inverse》雜誌的艾瑞克·法蘭斯高（Eric Francisco）在評論中寫道：「本片身為80年代B級恐怖片的絕佳典範，真正天才之處在於實體特效。」同時稱讚了迪克斯樂團的主題曲為電影增添了神秘色彩。恐懼基地從滿分五星中給予電影三星好評，讚賞題材、佈景和黑色幽默的創意。JoBlo.com評為8分（滿分10分），形容電影為「裝載一卡車俗氣貨色的80年代B級片之王」。的約翰·葛吉（John Gugie）為《外太空殺人小丑》打了3分（滿分5分）並稱之為「恐怖和科幻迷的真命天子」。《影視犬的金色電影尋回犬》（VideoHound's Golden Movie Retriever）一書的作者吉姆·克拉多克（Jim Craddock）寫道：「視覺上引人注目、怪腔怪調但駕輕就熟的恐怖片，得以令你下次拜訪馬戲篷時三思而後行。」
反之，《電視指南》給予負評，指出齊奧多兄弟有富有潛力的類型片曲解成單調、重複的概念。《Time Out》稱電影「極為可笑」，批評表演、對白和幽默廉價又愚蠢。Screen Rant網站的柯林·麥考密克（Colin McCormick）在2020年的一篇文章中指出電影的五大缺陷，分別為「不夠嚇人」、「趣味不足」、「沉悶的角色」、「無趣的故事」和「浪費機會（題材）」；同時補充，所幸電影的優點得以挽回不足之處。
憑藉本片，作曲家約翰·馬薩里和服裝設計師達西·F·歐森（Darcie F. Olson）在第16屆土星獎上分別入圍最佳音樂和最佳服裝。

## 後世影響

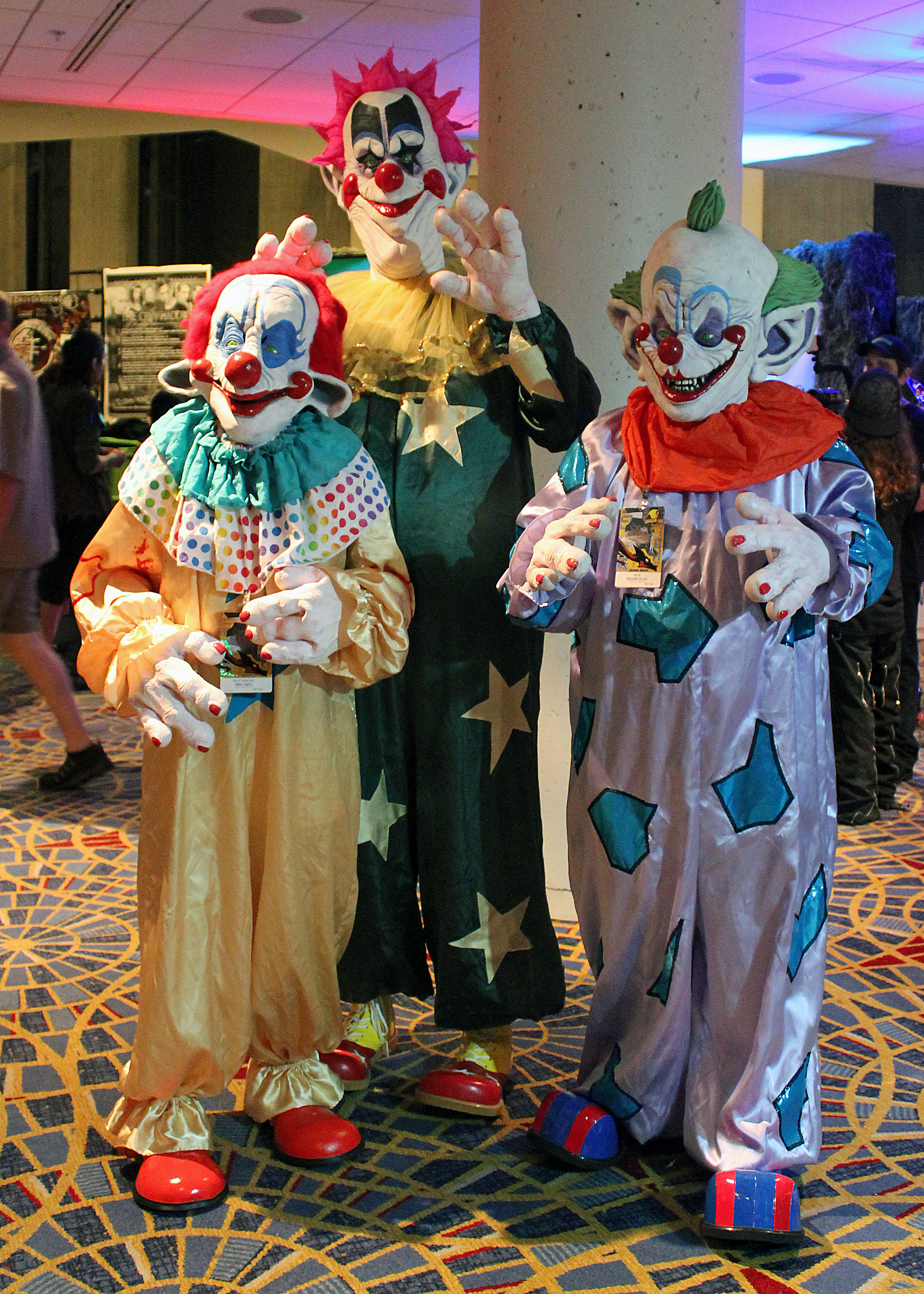
粉絲在2014年DragonCon動漫展上的《外太空殺人小丑》Cosplay

隨著受到一批小眾粉絲愛戴，《外太空殺人小丑》取得邪典電影地位。作家馬修·喬尼亞基在著作《另類電影電影：地下電影藝術》（Alternative Movie Posters: Film Art From the Underground）中推薦了本片。導演布萊恩·赫茲林格將《外太空殺人小丑》評為「最愛的邪典電影」。官方亦推出了許多周邊商品，如SOTA玩具2005年宣布作為列入正屬當紅（Now Playing）電影可動人偶系列，將推出殺人小丑的小雕像。2006年生產了首名角色。在SOTA停止生產玩具後，瘋狂時間（Amok Time）2008年接管授權；2012年，瘋狂時間開放預訂小個子（Tiny）和矮個子（Shorty）人偶，於2017年發售。
為了慶祝電影上映的30週年，劇組2018年5月19日在洛杉磯里卡多蒙塔爾班劇院舉辦紀念活動，導演、作曲家以及包含克萊默史奈德在內部分演員均出席，參與問答活動和見面會。
2018年7月起，奧蘭多環球影城度假村為慶祝28週年而舉辦萬聖節恐怖之夜活動，其中設立了《外太空殺人小丑》的恐怖主題區。大多數小丑、齊奧多兄弟和冰淇淋車都現身在此區中。隔年，電影返回奧蘭多環球影城，同時登陸好萊塢環球影城鬼屋景點。2019年8月下旬，電影獨家周邊商品隨萬聖節恐怖之夜出售。
2022年8月，據透露，特拉維視遊戲（Teravision Games）正在開發一款改編自本片的非對稱多人遊戲，並由好牧人娛樂發行，計劃2024年登陸Microsoft Windows、PlayStation 5和Xbox Series X/S平台。2023年8月，IllFonic取代好牧人娛樂成為發行商，並與特拉維視共同開發本遊戲。遊戲《外太空殺人小丑》於2024年6月4日發售。

### 被取消的續集
齊奧多兄弟注意到《外太空殺人小丑》受到粉絲愛戴，一心計劃製作續集《3D外太空殺人小丑歸來》（Return of the Killer Klowns from Outer Space in 3D），但一波三折，始終處於難產狀態。續集仍由史蒂芬·齊奧多擔任導演，查爾斯·齊奧多擔任製片，葛蘭·克萊默編寫了劇本；最初定於2012年或2013年上映，但後來延遲。續集與前作相隔30多年，此間格對於恐怖喜劇系列電影而言可謂史上最長。導演也有意發展成三部曲電影。2012年，克萊默透露自己的角色將以無人相信的醉民身份回歸，將擔任年輕街頭藝人的導師，肩負起對抗殺人小丑的使命；該角可謂「介於《刀锋战士》的克里斯·克里斯托佛森和《回到未来》的克里斯托弗·劳埃德角色之間的幹勁」。

續集計畫遲遲未有進展。三兄弟在2014年接受恐懼基地網站採訪中表示，續集難產的原因歸咎於電影上映當年不重視海外市場，導致電影的海外票房沒有數據，現今沒有片商能接受這點；查爾斯·齊奧多認為《外太空殺人小丑》並非知名系列作，也沒有10億美元的亮眼數字，片商不會為此冒險。2016年據傳將製作改編自原版電影的電視劇；史蒂芬·齊奧多對此表示：
我們目前正積極朝著有線長篇影集前進。很想了解到底該拍首部續集還是重拍？於是想出了既是續集也是重拍、開發已有時日的「前傳」；分成四章節的三部曲中，將跟隨新人延續殺人小丑入侵現象的冒險，偶爾還會看見一些老面孔現身並提下當年勇，查明25年前發生的事，真是太他媽棒了！
同時他也透露，法律問題和財務困難正是續集難產的主因，他們有意從米高梅手中取得版權，並招募編劇來幫助他們充實想法，好讓其他投資方能點頭。2018年10月，Syfy正在談判取得《外太空殺人小丑》和《外星通緝者》（同由齊奧多兄弟參與特效製作）版權，以製作兩者的新電影。2019年8月，迪士尼收購21世紀福斯後，曝出福斯打算開發《外太空殺人小丑》續集，但隨其他兩百多個項目被迪士尼取消。如前所述，續集片名仍為《3D外太空殺人小丑歸來》。

## 外部連結
- 齊奧多兄弟官方網站
- 互联网电影数据库（IMDb）上《外太空殺人小丑》的资料（英文）
- AllMovie上《外太空殺人小丑》的资料（英文）
- 豆瓣电影上《外太空殺人小丑》的資料 （简体中文）